# NGC 5058
NGC 5058 هو اصطدام مجري، يقع في كوكبة العذراء. اكتشف في 2 يونيو 1883، وقد اكتشفه فيلهلم تمبل. يبعد عن الأرض 16.7 .

## روابط خارجية
- NGC 5058 على موقع ويكي سكاي: DSS2, SDSS, GALEX, IRAS, Hydrogen α, X-Ray, Astrophoto, Sky Map, Articles and images